# Giunta tecnica dello Stato

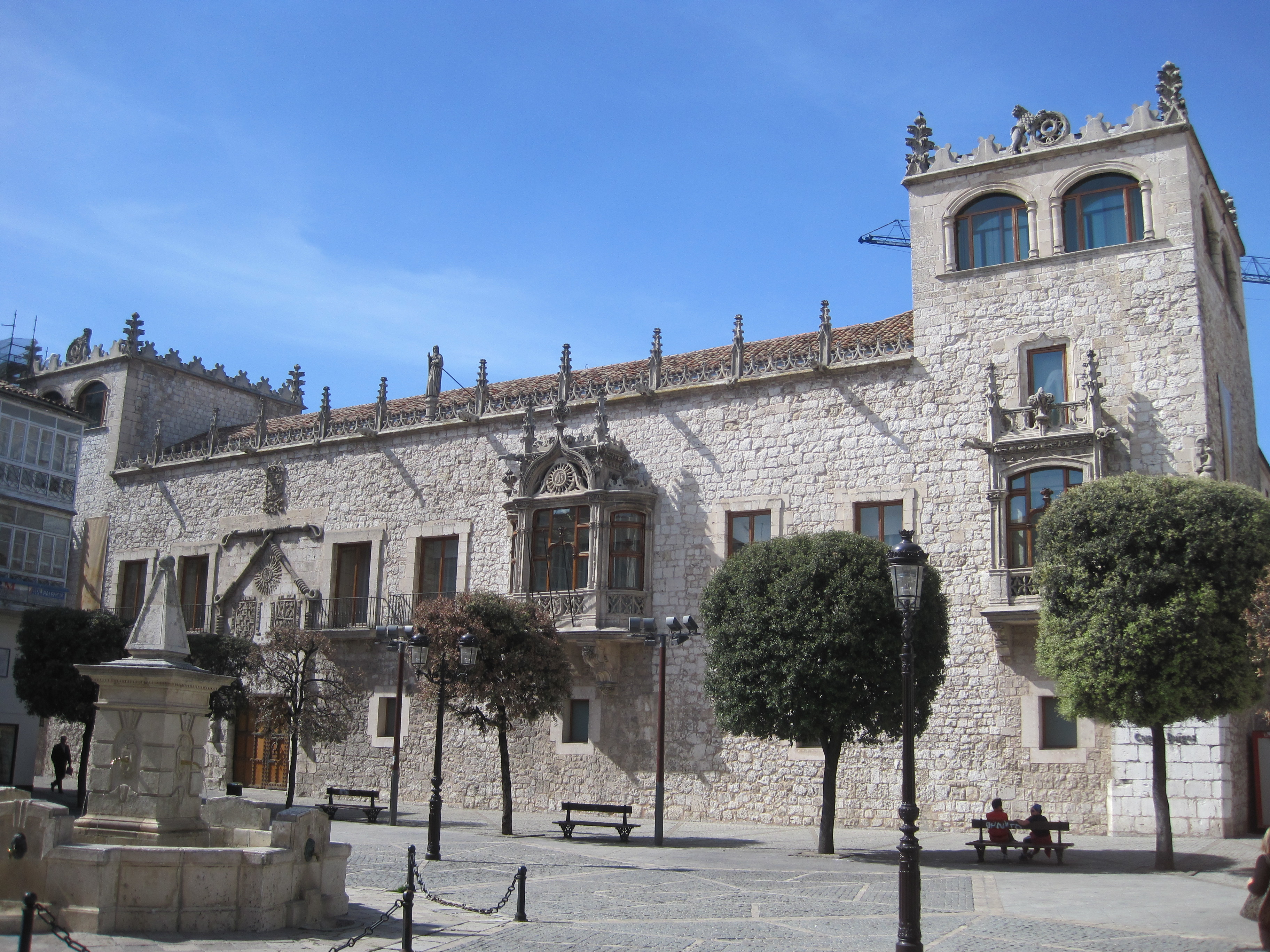
Il palazzo del Conestabile a Burgos, sede della Giunta

La Giunta tecnica dello Stato (Junta técnica del Estado in spagnolo), prima Junta de Defensa Nacional (Giunta di Difesa Nazionale), fu l'organismo esecutivo costituito dagli stessi militari spagnoli rivoltatisi come Bando nacional contro il governo della seconda repubblica spagnola, dando origine alla guerra civile spagnola.
Dopo la rivolta dei militari (Alzamiento) iniziata il 17 luglio in Marocco, l'organo venne creato il 24 luglio del 1936 a Burgos, già in mano ai nazionalisti.  Restò in carica fino al 31 gennaio 1938, quando nacque il primo governo guidato da Francisco Franco.

## Storia

### La Junta de Defensa
La scelta di creare la Giunta fu dovuta al fatto che i rivoltosi erano ben consapevoli che per avere possibilità di successo, il loro movimento avrebbe dovuto essere guidato da una direzione militare organizzata e stabile, che fosse punto di riferimento per i territori in mano ai golpisti. Era stato previsto un Direttorio presieduto dal generale José Sanjurjo che però morì il 20 luglio.
La Giunta si stabilì il 24 a Burgos ed era composta da un presidente, il generale di divisione Miguel Cabanellas Ferrer, e sei vice: il generale di divisione Andrés Saliquet Zumeta, i generali di brigata Emilio Mola Vidal, Miguel Ponte y Manso de Zúñiga e Fidel Dávila Arrondo e i colonnelli dello stato maggiore dell'esercito Federico Montaner Canet e Fernando Moreno Calderón.
Nelle settimane successive si aggiunsero il capitano di vascello Francisco Moreno, i generali di divisione Francisco Franco (dal 4 agosto), Gonzalo Queipo de Llano, Germán Gil, Luis Orgaz Yoldi per complessivi 10 membri.

### La Junta técnica del Estado
Il 29 settembre 1936 il generale Franco fu nominato dalla Giunta Generalísimo de los ejércitos de Tierra, Mar y Aire e capo dello Stato, e questi dal 2 ottobre 1936 trasformò la Junta de Defensa Nacional in Junta Técnica del Estado, sempre con sede a Burgos, con compiti di governo e suddivisa in sezioni per materia (commissioni), mentre Franco mantenne la carica di Capo dello Stato.
Al vertice della Giunta fu posto Fidel Dávila Arrondo e da giugno 1937 Francisco Gómez-Jordana Sousa. Governatore generale era il generale Luis Valdés Cavanilles. Era composta da 12 membri, sia militari che civili (ai dicasteri dell'agricoltura, del lavoro, dell'industria). 
Sovrintendeva una Secretaría General del Jefe del Estado, guidata dal fratello di Franco, Nicolás Franco Bahamonde, con sede a Salamanca,  quartier generale del capo dello Stato.
Il 31 gennaio 1938 fu costituito il primo governo presieduto da Franco, con 11 ministeri (di cui tre affidati a militari) e la giunta fu sciolta.

## Presidenti
- Miguel Cabanellas Ferrer (25 luglio-30 settembre 1936)
- Fidel Dávila Arrondo (30 settembre 1936 -3 giugno 1937)
- Francisco Gómez-Jordana Sousa (3 giugno 1937-31 gennaio 1938)